# Kutato
Kutato – miasto w Angoli, w prowincji Bié.